# Swan (mô hình)
Swan, hay SWAN (tên đầy đủ Simulating WAve Nearshore - mô phỏng sóng vùng ven bờ) là mô hình toán được phát triển bởi trường Đại học công nghệ Delft. Mô hình nhằm mục đích tính toán sự lan truyền của sóng từ ngoài khơi vào bờ biển.

## Tính năng
Swan có khả năng mô phỏng các quá trình sau:
- Truyền sóng, ảnh hưởng của nước nông, khúc xạ
- Tương tác ba sóng, bốn sóng
- Tiêu tán năng lượng gây ra trong sóng bạc đầu, do ma sát đáy, do sóng vỡ
- Sóng dềnh
- Phản xạ
- Nhiễu xạ

## Phần mềm
Swan là phần mềm tự do với giấy phép GPL. Mã nguồn của nó (viết bằng ngôn ngữ lập trình Fortran) có thể được tải về từ trang chủ. Swan có thể được chạy song song nhờ MPI hoặc OpenMP.
Phiên bản hiện hành là Swan 40.72.